# Плоскиня
Плоски́ня (? — ?) — воєвода бродників першої половини — середини 13 століття. Учасник битви на Калці 1223 року на боці монголів Субедея і Джебе проти русько-половецьких сил. 3 червня 1223 року, після розгрому монголами галицько-волинських і чернігівських дружин, Плоскиня хитрістю виманив київського князя Мстислава Романовича разом із двома князми з укріпленого «города», який монглоли не могли взяти приступом, і передав до рук Субедея. Знатних руських полонених було задавлено помостом, на якому святкували переможці, а залога «города» була поголовно вирізана. Згадка про Плоскиню в літописах лише одна:
…а у города того залишились два (татарські) воєводи Цигиркан і Тешюкан на Мстислава і зятя його Андрія і на Олександра Дубровицького: бо було два князя з Мстиславом. Тут ж бродники з татарами були, і воєвода їхній Плоскиня, і той окаянний цілував хрест чесний Мстиславу і обом князям, що їх не уб'ють, але відпусьтять за викуп, і збрехав окаянний: передав їх, зв'язавши, татарам; а город взяли і людей посікли і тут кістьми пали; а князів вони задавили, поклавши під дошки, а самі зверху сіли обідати, і так життя їх (князів) скінчилось. 